# Врановача
Врановача је насељено мјесто у Лици, у општини Плитвичка Језера, Личко-сењска жупанија, Република Хрватска.

## Географија
Врановача је удаљена око 2 км сјеверно од Коренице.

## Историја
Врановача се од распада Југославије до августа 1995. године налазила у Републици Српској Крајини. До територијалне реорганизације у Хрватској насеље се налазило у саставу бивше велике општине Кореница.

## Становништво
Према попису из 1991. године, насеље Врановача је имала 160 становника, међу којима је било 159 Срба и 1 остали. Према попису становништва из 2001. године, Врановача је имала 147 становника, углавном досељеника из БиХ. Према попису становништва из 2011. године, насеље Врановача је имало 194 становника.
| Националност       | 1991. | 1981. | 1971. | 1961. |
| Срби               | 159   | 186   | 186   | 196   |
| Југословени        |       |       | 2     |       |
| Хрвати             |       |       | 1     |       |
| остали и непознато | 1     | 3     |       |       |
| Укупно             | 160   | 189   | 189   | 196   |

| Демографија | Демографија | Демографија |
| Година      | Становника  | Становника  |
| ----------- | ----------- | ----------- |
| 1961.       | 196         |             |
| 1971.       | 189         |             |
| 1981.       | 189         |             |
| 1991.       | 160         |             |
| 2001.       | 147         |             |
| 2011.       |             | 194         |